# احمد جوان
احمد جوان (به انگلیسی: The Young Ahmed) یک فیلم درام به کارگردانی برادران داردن است. این فیلم برای رقابت در بخش اصلی جشنواره کن ۲۰۱۹ انتخاب شد و جایزهٔ بهترین کارگردانی را نصیب کارگردانانش کرد.

## داستان
احمد نوجوانِ سیزده‌ساله قصد کشتن معلمش را دارد. کسی که احمد درسایه تعلیمات معلم مذهبی افراطی‌اش عقیده دارد به آنها خیانت کرده است. احمد دستگیر می‌شود و به آسایشگاه روانی فرستاده می‌شود. 